# Amadeus
Amadeus er en film fra 1984 instrueret af Miloš Forman. Handlingen bygger på Peter Shaffers teaterstykke af samme navn fra 1979 om Wolfgang Amadeus Mozarts liv.
Filmen vandt 4 Golden Globes og 8 Oscars blandt andet for bedste film og bedste instruktør. Tom Hulce spiller Mozart, og F. Murray Abraham spiller Antonio Salieri, for hvilken rolle han modtog en oscar for bedste mandlige hovedrolle.